# Desiderato
Desiderato  è un nome proprio di persona italiano maschile.

## Varianti
- Femminili: Desiderata[1][2]

### Varianti in altre lingue
- Francese: Désiré[3]
- Latino: Desideratus[1][3][4]

## Origine e diffusione
Deriva dal nome latino Desideratus, dall'evidente significato di "desiderato", "atteso", "voluto" (dalla stessa radice a cui risale anche il nome Desiderio); si tratta di un tipico nome gratulatorio, dato tipicamente ad un figlio molto atteso.
In Italia è attestato principalmente in Toscana (ma non per la forma femminile, Desiderata, più diffusa in Sicilia)

## Onomastico
L'onomastico si può festeggiare in memoria di più santi, alle date seguenti:
- 10 febbraio, san Desiderato, vescovo di Clermont[5]
- 8 maggio, san Desiderato, vescovo di Bourges[5][6]
- 27 giugno, san Desiderato, sacerdote, eremita e taumaturgo presso Gourdon[5]
- 27 luglio, san Desiderato, vescovo di Besançon[6]
- 9 settembre, beato Jacques-Désiré Laval, missionario a Mauritius[7]

## Persone

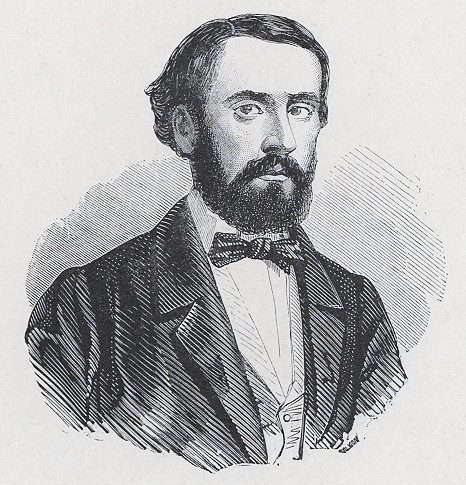
Desiderato Chiaves

- Desiderato Chiaves, poeta, giornalista, politico e musicista italiano
- Desiderato Pietri, patriota italiano

### Variante Désiré

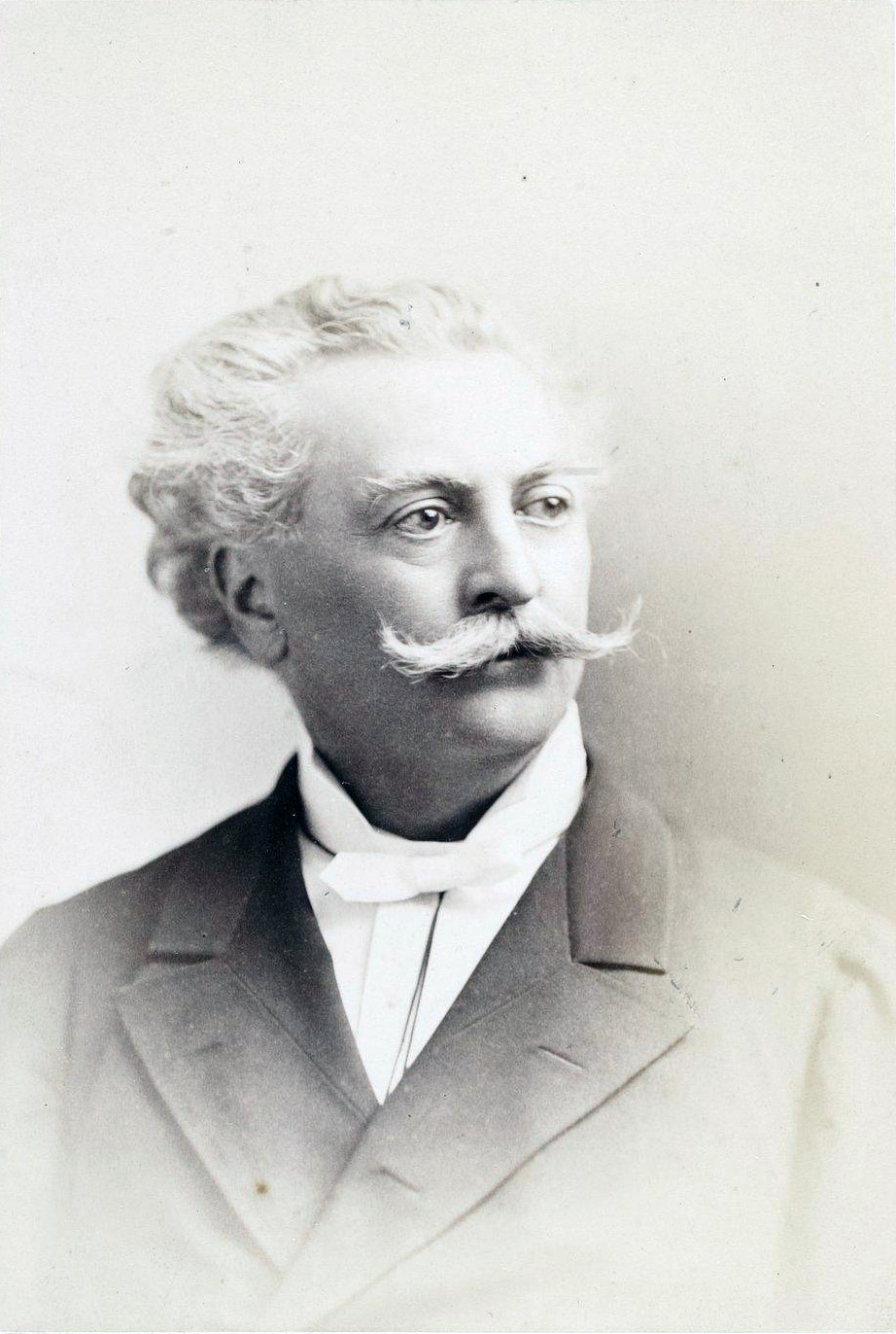
Désiré Charnay

- Désiré-Albert Barre, medaglista e incisore francese
- Désiré Beaurain, schermidore belga
- Désiré Charnay, esploratore, archeologo e fotografo francese
- Désiré-Emile Inghelbrecht, compositore e direttore d'orchestra francese
- Désiré Keteleer, ciclista su strada belga
- Désiré Koranyi, calciatore e allenatore di calcio ungherese naturalizzato francese
- Désiré Mérchez, nuotatore e pallanuotista francese
- Désiré Périatambée, calciatore mauriziano
- Désiré-Raoul Rochette, archeologo e numismatico francese